# Contea di Bulloo
La contea di Bulloo è una Local Government Area che si trova nel Queensland. Essa si estende su  una superficie di 73.807,6 chilometri quadrati e ha una popolazione di 403 abitanti. La sede del consiglio si trova a Thargomindah.